# Галено (Фиренца)
Галено је насеље у Италији у округу Фиренца, региону Тоскана.
Према процени из 2011. у насељу је живело 526 становника. Насеље се налази на надморској висини од 39 м.